# Savarna thaleban
Savarna thaleban is een spinnensoort uit de familie trilspinnen (Pholcidae). De soort komt voor in Thailand en is de typesoort van het geslacht Savarna.